# Meterginus togatus
Meterginus togatus is een hooiwagen uit de familie Cosmetidae.